# Ptochophyle silvatica
Ptochophyle silvatica är en fjärilsart som beskrevs av Pierre E.L. Viette 1972. Ptochophyle silvatica ingår i släktet Ptochophyle och familjen mätare. Inga underarter finns listade.